# Mistrzostwa świata w futsalu mężczyzn
Mistrzostwa Świata w Futsalu rozgrywane są od 1989 po tym, jak w 1988 futsal znalazł się pod jurysdykcją FIFA. Od pierwszej edycji w 1989 turniej jest rozgrywany co 4 lata w lata parzyste począwszy od 1992 pomiędzy turniejami Mistrzostw Świata w Piłce Nożnej
Obecnymi mistrzami jest reprezentacja Brazylii, która pokonała Argentynę 2:1 w finale Mistrzostw Świata w Futsalu 2024 w Uzbekistanie
Wszystkie edycje do 2004 odbywały się z udziałem 16 drużyn. W 2008 zagrało 20 drużyn, a od 2012 biorą udział 24 drużyny. Są dzielone na 6 grup po 4 zespoły, grają w systemie każdy z każdym i dwie najlepsze drużyny z każdej grupy plus cztery najlepsze z trzecich miejsc grają w fazie pucharowej

## Rezultaty

### Medaliści
| Rok  | Gospodarz  |           | Finał              | Finał             | Finał             |                    | Mecz o trzecie miejsce | Mecz o trzecie miejsce | Mecz o trzecie miejsce |
| Rok  | Gospodarz  | Zwycięzca | Wynik              | Wicemistrz        | Trzecie miejsce   | Wynik              | Czwarte miejsce        |                        |                        |
| ---- | ---------- | --------- | ------------------ | ----------------- | ----------------- | ------------------ | ---------------------- | ---------------------- | ---------------------- |
| 1989 | Holandia   | Brazylia  | 2 – 1              | Holandia          | Stany Zjednoczone | 3 – 2 pd.          | Belgia                 |                        |                        |
| 1992 | Hongkong   | Brazylia  | 4 – 1              | Stany Zjednoczone | Hiszpania         | 9 – 6              | Iran                   |                        |                        |
| 1996 | Hiszpania  | Brazylia  | 6 – 4              | Hiszpania         | Rosja             | 3 – 2              | Ukraina                |                        |                        |
| 2000 | Gwatemala  | Hiszpania | 4 – 3              | Brazylia          | Portugalia        | 4 – 2              | Rosja                  |                        |                        |
| 2004 | Tajpej     | Hiszpania | 2 – 1              | Włochy            | Brazylia          | 7 – 4              | Argentyna              |                        |                        |
| 2008 | Brazylia   | Brazylia  | 2 – 2 pd. (4–3 k.) | Hiszpania         | Włochy            | 2 – 1              | Rosja                  |                        |                        |
| 2012 | Tajlandia  | Brazylia  | 3 – 2 pd.          | Hiszpania         | Włochy            | 3–0                | Kolumbia               |                        |                        |
| 2016 | Kolumbia   | Argentyna | 5 – 4              | Rosja             | Iran              | 2 – 2 pd. 4 – 3 k. | Portugalia             |                        |                        |
| 2021 | Litwa      |           | Portugalia         | 2 – 1             | Argentyna         |                    | Brazylia               | 4 – 2                  | Kazachstan             |
| 2024 | Uzbekistan |           | Brazylia           | 2 – 1             | Argentyna         |                    | Ukraina                | 7 – 1                  | Francja                |

## Klasyfikacja medalowa
| Msc. | Państwo           | złoto | srebro | brąz |   |
| ---- | ----------------- | ----- | ------ | ---- | - |
| 1.   | Brazylia          | 6     | 1      | 2    | 9 |
| 2.   | Hiszpania         | 2     | 3      | 1    | 6 |
| 3.   | Argentyna         | 1     | 2      | 0    | 3 |
| 4.   | Portugalia        | 1     | 0      | 1    | 2 |
| 5.   | Włochy            | 0     | 1      | 2    | 3 |
| 6.   | Stany Zjednoczone | 0     | 1      | 1    | 2 |
| 6.   | Rosja             | 0     | 1      | 1    | 2 |
| 8.   | Holandia          | 0     | 1      | 0    | 1 |
| 9.   | Iran              | 0     | 0      | 1    | 1 |
| 9.   | Ukraina           | 0     | 0      | 1    | 1 |